# Щербак, Карина Викторовна
Щербак Карина Викторовна (род. 23 февраля 1986 года, Украина, Макеевка СССР) — российская спортсменка, выступающая в категории бодифитнес. Вице-Чемпионка Европы по бодибилдингу 2019, призерка чемпионатов мира и Arnold Classic Europe, 3-кратная чемпионка России. Мастер спорта России международного класса по бодибилдингу.

## Карьера
В 2018 году выполнила норматив Мастер спорта России по бодибилдингу.
С 2019 является членом Сборной России (ФББР) 
В 2019 году выполнила норматив Мастер спорта России международного класса
С 2022 года является судьей 1-й категории Федерации Бодибилдинга России
Тренируется под руководством Гвозденко Артёма Валерьевича — Заслуженного тренер России по бодибилдингу. 

## Спортивные достижения
- Чемпионат Мира по бодибилдингу «Women's Bodyfitness» 2020[4] — ;
- Чемпионат Мира по бодибилдингу «Women's Bodyfitness» 2019[5] — ;
- Чемпионат Европы по бодибилдингу 2021[6] — ;
- Чемпионат Европы по бодибилдингу 2019[7] — ;
- Международный турнир «Arnold Classic Europe» 2021[8] — ;
- Международный турнир «Arnold Classic Europe» 2019[9] — ;
- Чемпионат России по бодибилдингу 2022[10] — ;
- Кубок России по бодибилдингу 2021[11] — ;
- Чемпионат России по бодибилдингу 2020[12] — ;
- Чемпионат России по бодибилдингу 2019[13] — ;
- Кубок России по бодибилдингу 2018[14] — ;